# Priobskoïe
Priobskoïe est l'un des plus importants gisements pétroliers de Russie. Situé en Sibérie occidentale, il fut découvert en 1982 mais non exploité avant l'an 2000. Ioukos commence l'exploitation mais à la suite des problèmes judiciaires de Mikhaïl Khodorkovski et de Ioukos qui amènent au démantèlement de Ioukos, le gisement est récupéré par la compagnie publique Rosneft - plus précisément sa division Yuganskneftegaz.
Le gisement est percé de plus de 1 300 puits (production et injection confondus). Selon Rosneft, environ 800 Mbbl ont déjà été produits, et il en reste 5,7 Gbbl de réserves prouvées. D'autres sources donnent des estimations de réserves bien plus élevées.
En 2007, le gisement produisait 675 000 barils par jour, 550 000 dans la partie nord exploitée par Rosneft, et 125 000 dans la partie sud détenue par Gazprom Neftix. 